# Rejoyce Musique
Rejoyce Musique est un label discographique indépendant français, basé à Versailles, dans les Yvelines. Fondé en 1997 par Gabriel Lefèvre et Éric Long, le label est consacré à les musiques actuelles, musique classique, musique spirituelle et musique pour enfant.

## Histoire
Fondé en 1997 par Gabriel Lefèvre et Éric Long, Rejoyce Musique produit et distribue des disques de musiques actuelles, de musique classique, de spiritualité ainsi que des disques pour enfants. Elle est constituée de quatre labels : musique actuelles, musique classique, musique spirituelle et musique pour enfants. Son catalogue comporte cent références.
En 1998, le label Rejoyce produit son premier disque avec Jean Piat intitulé Charles Péguy, Pèlerin de Chartres. L'année suivante, paraissent les premiers disques de musique sacrée : Stabat Mater de Jean-Baptiste Pergolèse avec la Maîtrise Notre Dame de Versailles, puis « Les Sept Dernières Paroles du Christ en croix » de Joseph Haydn, avec les musiciens de l’Octuor de France et Dominique Leverd. En 2002 a lieu le lancement du groupe Glorious, dont le premier album s’écoule à plus de 30 000 exemplaires, puis du groupe de reggae Spear Hit. En 2003, Rejoyce Musique collabore avec l'archidiocèse de Paris à la création d'Holywins, festival de musique chrétienne, à l’occasion de la fête de la Toussaint et lance la première édition du Festival de Pâques. Lancement de Paddy Kelly en France avec la sortie de son premier album In Exile et un concert à La Cigale. En 2004, Steven Gunnell, ex-membre du boys band Alliage sort son album solo In terra. 
En 2005, Rejoyce Musique signe un accord avec EMI Music France afin de promouvoir le single de Glorious « Une vie pour une génération » en hommage au pape Jean-Paul II. En 2007 a lieu le lancement du groupe de rock français Theos. En 2009, Rejoyce met son catalogue à disposition des principales plateformes de téléchargement (iTunes, Virginmega, Amazon, Fnacmusic) et de streaming (Deezer & Spotify). En 2011, l’enregistrement de musique contemporaine « Archipel des Solitudes » de François Leclère, interprété par Jacques Dor, Simon de Gliniasty et Laurent Muller-Pobłocki, reçoit le coup de cœur de l’Académie Charles-Cros. En 2012, le groupe de reggae Les Guetteurs signe avec le label Joy to the World. 